# 蒲氏後絲鯡
蒲氏後絲鯡為輻鰭魚綱鲱形目鲱科的其中一種，分布於東太平洋區，從墨西哥下加利福尼亞半島至秘魯海域，棲息深度可達50公尺，體長可達20公分，棲息在沿岸海域，成群活動，以甲殼類、橈腳類為食。

## 擴展閱讀
維基物種上的相關：蒲氏後絲鯡